# Mangelia painei
Mangelia painei är en snäckart som beskrevs av Arnold 1903. Mangelia painei ingår i släktet Mangelia och familjen kägelsnäckor. Inga underarter finns listade i Catalogue of Life.